# Chiesa di Sant'Andrea (Suisio)
La chiesa di Sant'Andrea è la parrocchiale di Suisio in provincia e diocesi di Bergamo; fa parte del vicariato di Capriate-Chignolo-Terno.

## Storia
Un edificio di culto intitolato a sant'Andrea risulta inserito nel 1260 nella lista delle chiese bergamasche che dovevano versare un censo alla Santa Sede. La chiesa viene indicata come "ecclesia" dipendente dalla pieve di Terno d'Isola. Il prelato "Iacobus et Montinus clerici Sancti Iulliani de Sovixio" è citato presente nel 1304, nel sinodo di Bergamo indetto dal neoeletto vescovo Giovanni da Scanzo,a rappresentare la chiesa intitolata a san Giuliano.
La chiesa è nuovamente inserita nella nota ecclesiarum ordinanza dettata da Bernabò Visconti. L'elenco attesta che la chiesa di Suisio, dipendeva dalla pieve di Terno d'Isola e godeva di due benefici titolari. L'elenco era una distinta dei benefici di tutte le chiese e monasteri presenti sul territorio di Bergamo, per definirne i censi da versare alla famiglia Visconti di Milano e alla chiesa romana. Dall'elenco si desume che la località aveva più edifici di culto di cui uno intitolato a sant'Andrea che godeva di due benefici, un secondo edificio dedicato a san Giuliano che godeva di quattro benefici. Un terzo intitolato ai santi Lorenzo e Floriano che aveva quattro benefici, ma non tutti erano stati tassati, mentre la chiesa di San Nazario ne aveva due. Il vescovo Vittore Soranzo nel 1555 dichiarò che la parrocchia doveva essere di San Giuliano. Ma già Donato Calvi nel suo "Effemeride sacra profana di quanto di memorabile sia successo in Bergamo" indicò sant'Andrea come chiesa parrocchiale. Così come gli atti della visita pastorale di san Carlo Borromeo del 27 settembre 1575. La relazione indica la presenza della chiesa intitolata a san Lorenzo antica parrocchiale. L'altare maggiore aveva il giuspatronato della scuola del Santissimo Sacramento. La chiesa era retta da un parroco che era stato anche nominato vicario foraneo. La relazione della visita di san Gregorio Barbarigo del 1659 si evince che vi erano due sacerdoti e che godeva di un solo beneficio..
Il documento Sommario delle chiese della diocesi di Bergamo redatto dal cancelliere della diocesi Giovanni Giacomo Marenzi nel 1666, indica la chiesa intitolata a san Lorenzo Martire, inserita nella pieve di Terno d'Isola con la presenza di un solo parroco..
Il vescovo di Bergamo Giovanni Paolo Dolfin visitò la chiesa durante il suo vescovato. Relazionò che vi erano la scuola del Santissimo Sacramento retta da tre sindaci, e quella del Santissimo Nome di Gesù e della Dottrina Cristiana. Vi era inoltre sussidiario l'antico oratorio gestito dai vicini di san Lorenzo, l'antica parrocchia di San Nazario, nonché l'oratorio della Santissima Annunziata. Vi erano quindi sul territorio un parroco e ben otto sacerdoti.
I capifamiglia della vicinia si riunirono il 30 maggio 1741 per stabilire la costruzione di un nuovo edificio, più spazioso e moderno. La Serenissima concesse il permesso l'11 dicembre 1744. Il progetto fu assegnato all'architetto Filippo Alessandri. La chiesa era terminata nel 1768 e benedetta dal parroco il 22 maggio con l'intitolazione a sant'Andrea, e consacrata il 3 dicembre 1871 dal vescovo di Como Pietro Carsana. Fu elevata la torre campanaria con la posa delle campane benedette e consacrate nel 1859 del vescovo Pietro Luigi Speranza realizzate dalla ditta Pruneri di Grosio.
Nel XX secolo la chiesa fu oggetto di restauri e lavori di mantenimento con la posa del nuovo altare rivolto verso la navata rispondente all'adeguamento liturgico delle chiese.
Con decreto del 27 maggio 1979 del vescovo Giulio Oggioni, la chiesa fu inserita nel vicariato locale di Capriate-Chignolo-Terno.

## Descrizione
La chiesa di Sant'Andrea è una delle migliori costruite nella provincia di Bergamo nel 1700. Presenta una struttura architettonica snella ed agile, piena di movimento e proporzionata in tutte le sue forme. Tenendo conto del fatto che le persone che l'hanno voluta erano contadini con un'istruzione probabilmente al di sotto di quella elementare, si deve riconoscere alla religione il merito di aver affinato in loro il gusto del bello.

### Esterno
La chiesa è circondata su tre lati da un sacrato sopraelevato di cinque gradini e pavimentato in basolato di porfido. La facciata, rivolta a mattina, presenta tratti di una tipica architettura neoclassica a ordine unico con vigorose colonne corinzie. La facciata è divisa in tre settori da quattro alte lesene con capitelli di stile corinzio in ceppo gentile finemente lavorato. Il settore centrale, più ampio, ospita l'ingresso principale e una finestra semicircolare; i due settori laterali ospitano due nicchie con due statue della Madonna e di San Giuseppe modellate da Luigi Carrara nel 1877).
Le due lesene laterali sono piane, mentre le due centrali hanno addossato una colonna corinzia a mezzo tondo con un basamento più sporgente di quelle laterali e capitello normale. Sopra i capitelli corre la trabeazione e sopra quest'ultima il timpano triangolare che conclude la struttura frontale. Come detto precedentemente, le lesene centrali sono più sporgenti e, in corrispondenza di queste, sia la trabeazione che il timpano presentano due sporgenze architettoniche. Il timpano è sormontato da tre statue che rappresentano sant'Andrea apostolo titolare della chiesa, san Lorenzo e san Nazario, tutte opere di Luigi Carrara del 1877.
A sinistra della chiesa c'è la torre campanaria in cotto a vista con balaustrino della cella, cornici e capitelli in vivo. Il concerto di otto campane in do maggiore venne fuso nel 1851 dalla ditta di Giorgio Pruneri di Grosio e consacrato dal vescovo Pier Luigi Speranza nel 1859. Le due campane maggiori, requisite nel 1943, furono sostituite con due nuove campane della ditta di Angelo Ottolina e consacrate dal vescovo Adriano Bernareggi il 10 agosto 1951. Nel 1990 la ditta vicentina Roberto Mazzola di Valduggia fuse di nuovo il concerto di dieci campane, intonate in scala diatonica maggiore di Sib2, le quali nel 2021 hanno subito degli interventi di rettifica tonale.

### Interno
Attraverso la porta principale si perviene all'aula della chiesa che presenta una pianta a croce latina, con un transetto ampio a pianta quadrata, coperta da cupoletta a quattro vele maggiori e quattro minori. Attorno al 1760, Federico Ferrario affrescò la cupola dipingendo la grande Trasfigurazione di Gesù e le Virtù. Nelle vele minori si trovano raffigurate le quattro virtù: Fede, Speranza, Carità e Religione, che nel diciottesimo secolo apparteneva alle virtù teologali. Nelle vele maggiori sono affrescate, invece, figure di santi.
Delle lesene in stucco suddividono la navata in tre campate; seguono le strutture portanti della cupola del transetto e del presbiterio. Sopra i capitelli corinzi, corre lungo tutto il perimetro della chiesa il fregio, completo di cornicione sopra il quale si impostano le volte e gli archi che reggono la cupola. I putti sono le decorazioni caratteristiche al termine delle lesene. In generale, le decorazioni sono tutte opera del 1910-1913 di Luigi Morgari da Torino, coadiuvato da Aristide Secchi.
L'architettura della chiesa è molto ricca ed è ulteriormente appesantita da una decorazione troppo fitta. In particolare, ai lati della bussola d'ingresso, si trovano due lapidi. Sopra la prima lapide vi è il dipinto olio su tela raffigurante la Madonna del Rosario con Domenico di Guzmán e santa Caterina d'Alessandria dipinta nel 1625 da Francesco Zucco. Sopra la seconda lapide è collocata il dipinto olio su tela raffigurante il Transito di san Giuseppe dipinto da Carlo Manzini. Il soggetto è una copia di quello che si trova nella chiesa di San Giuseppe a Bergamo
La navata principale è suddivisa in tre campate. Nella prima a sinistra si apriva il fonte battesimale con vasca in marmo bianco e coppa ottagonale, sormontata dal tempio in legno di noce. Sulla parete di fondo vi è l'affresco raffigurante il Battesimo di Gesù per mano del Morgari. C'è un'altra cappella, sempre nella prima navata, identica a quella del battistero, che ospitava il confessionale per le donne in noce (poi collocato nella chiesa di San Luigi) creato dai fratelli Manzoni nel 1913 così come gli armadi della sagrestia. Sulla parete si trova la scena della Parabola del figlio prodigo, sempre per opera del Morgari.
Nella seconda campata, più ampia delle due laterali, ci sono due cappelle. Quella a sinistra, dedicata alla Madonna addolorata, è dotata di altare in marmo bianco con specchiera in onice. Sulla parete si può osservare la tela della Pietà, olio su tela (250x150) di autore ignoto del XVIII secolo. La cappella a destra è dedicata ai santi Filippo Neri e Carlo Borromeo. Nell'ancona, la tela raffigura l'incontro dei due santi.
Nella terza campata trovano posto altri due confessionali in noce. Quello a destra è sormontato dal pulpito. Il pulpito e i due confessionali sono opera del Manzoni del 1913. Sulla parete al di sopra del confessionale a sinistra si trova raffigurata dal Morgari la scena della Maddalena che asciuga con i capelli i piedi di Gesù.
Nelle campate prima e terza si vedono quattro tele poste tra cornici di stucco raffiguranti i profeti Isaia, Geremia, Ezechiele e Daniele. Si tratta di dipinti olio su tela (120x180) per mano di Giovanni Riva nel 1830.
Il presbiterio è a pianta rettangolare coperto di volta a botte e si conclude con il coro a pianta semicircolare coperto da volta a catino decorato dalla raffigurazione dell'Adorazione degli Angeli; i tre trifogli circostanti contengono altrettante figure di santi.
Ci sono due cappelle maggiori. Quella a sinistra è dedicata all'Madonna Immacolata e presenta un grande altare dotato di ancona monumentale in stucco dipinto finto marmo. Ai lati di questa, sul basamento, vi sono due statue che raffigurano i santi Gioachino e Anna, genitori della Madonna, realizzati in scatola e ad altezza maggiore del naturale. L'altare è decorato da due colonne corinzie a tutto tondo, con capitelli in stucco dorato e sormontato da un timpano triangolare ricco di fregio e motivi architettonici. Nella nicchia vi è la statua dell'Immacolata per mano di Angelo Virgilio Vavassori nel 1938. La cappella di destra è invece dedicata a San Giuseppe, con altare simile al precedente. Questa volta le due statue che compaiono sono rispettivamente raffigurazione di Re Davide e Giuseppe venduto dai fratelli, viceré d'Egitto. Nella nicchia si trova la statua in legno di san Giuseppe opera di Luigi Carrara del 1880. Questi due altari monumentali furono realizzati da Giovanni Maironi da Ponte di Ponte San Pietro nella seconda metà dell'Ottocento
Nei lati minori del presbiterio si aprono quattro porte: quelle verso la facciata sono i due ingressi laterali di doppia porta, e quelle verso il presbiterio mettono una alla Sacrestia e una alla cappella di San Luigi. Sopra codeste porte sono disposte quattro tele raffiguranti quattro scene con protagoniste Agar, Giaele, Ruth e Giuditta. Sono olii su tela (300x150) dipinta da Giovanni Riva del 1830.
Il presbiterio, delimitato dalla balaustra in marmo giallo con colonne in marmo bianco, presenta al centro l'altare maggiore. Per la custodia degli oli Santi, il vecchio Tabernacolo a muro con contorno in marmo nero intarsiato e portello in legno finemente lavorato è messo ben in vista.
Dietro l'altare maggiore si trova la zona del coro con diciassette stalli dotati di sedile ribaltabile, bracciali e fondelli scolpiti, opera del Manzoni. L'organo è un antico Bossi (di Carlo Bossi) rinnovato da Giovanni Giudici nel 1856 e restaurato nel 1950 dai Piccinelli. Sopra gli stalli del coro vi sono tre dipinti olio su tela raffiguranti Sant'Andrea davanti alla croce, il Martirio di sant'Andrea e la Gloria di sant'Andrea, all'interno di cornici di stucco dorato e restaurati negli ultimi anni del Novecento. Il Martirio di sant'Andrea viene attribuito a Giosuè Sala di Monza ed è datato 1798, mentre le altre due tele sono state realizzate a fine Settecento da autori ignoti.